# Cuarte de Huerva (kommunhuvudort)
Cuarte de Huerva är en kommunhuvudort i Spanien.   Den ligger i provinsen Provincia de Zaragoza och regionen Aragonien, i den nordöstra delen av landet, 260 km nordost om huvudstaden Madrid. Cuarte de Huerva ligger 262 meter över havet och antalet invånare är 2 913.
Terrängen runt Cuarte de Huerva är platt åt nordost, men åt sydväst är den kuperad. Runt Cuarte de Huerva är det tätbefolkat, med 550 invånare per kvadratkilometer. Närmaste större samhälle är Zaragoza, 8,2 km nordost om Cuarte de Huerva. Omgivningarna runt Cuarte de Huerva är i huvudsak ett öppet busklandskap.